# Demjén Mari
Demjén Mari, született Király Mária, névváltozat: K. Demjén Mari (Karcag, 1857. április 3. – Budapest, Józsefváros, 1928. október 28.) színésznő.

## Pályafutása
Király Katalin napszámos leányaként született. Nevelőapja Demjén Mihály, az ő székesfehérvári társulatában kezdte a pályafutását 1866-ban. Kardalos volt több vidéki társulatban, később szubrettként és primadonnaként lépett fel. 1872–73-ban Győrött, 1873–74-ben Bokody Antalnál játszott. 1881–83-ban Debrecenben szerepelt, 1885-ben visszatért Győrbe. Megházasodott és egy időre visszavonult, de amikor férje elhunyt, újra színpadra lépett. Gróf Festetich intendáns 1897. január 1-jén szerződtette a Nemzeti Színházhoz, amelynek 1926-ig tagja volt. Vígjátékokban, népszínművekben és tragikus anyaszerepekben láthatta itt a közönség. 1906 áprilisában Farkas–Ratkó-díjjal jutalmazták. 1913-tól filmezéssel is foglalkozott, számtalan epizódszerepben tűnt fel. 1922. március 22-én ünnepelt a Nemzeti Színháznál működése 25. évfordulóját. 1924. június 21-én aranygyűrűvel tüntették ki. Utolsó fellépése 1926. június 14-én volt a Nemzetiben, az Árva László királyban. Fáy Szeréna és Géczy István búcsúztatták el.
Első férje Medgyesi Nándor államvasúti főmérnök, második férje Kertész Lajos volt, a Nemzeti Színház súgója (meghalt 1927. november 19-én, Budapesten). Közös, 2018-ban jeltelen sírban nyugszanak a Fiumei úti sírkertben.

## Fontosabb színházi szerepei
- Pitvarosiné (Nők az alkotmányban)
- Brazo-viesné (Aranyember)
- Korpádiné (Szökött katona)
- Sámsonné (Süt a nap)
- Dajka (Árva László király)
- Szunyogné (Gárdonyi Géza: A bor)
- Ida néni (Csathó Kálmán: Az új rokon)
- Gonoszné (Tóth Ede: A falu rossza)

## Filmjei
- Drágfy Veron (1913)
- A szökött katona (1914) – Özv. Korpándiné
- Lyon Lea (1915) – öregasszony
- Ágyú és harang (1915) – Salandra lánya
- A falu rossza (1916) – Gonoszné
- Szent Péter esernyője (1917) – papszakácsné
- A piros bugyelláris (1917)
- A gazdag szegények (1917) – Kapor Ádámné, Zsuzsa
- Fabricius úr lánya (1917)
- Károly bakák (1918) – Epresné
- A kivándorló (1918)
- Az aranyember (1918) – Brazovicsné
- A bánya titka (1918) – Anna, Jura nevelőanyja
- Fehér rózsa (1919) – vénasszony
- Fekete tulipán (1919)
- Gróf Mefisztó (1920)
- Matyólakodalom (1920) – Thuza Erzsa
- Aggyisten, Biri! (1927) – Kelesséné